# 野村浩一
野村 浩一（のむら こういち、1930年3月13日 - 2020年3月1日）は、日本の政治思想史学者、立教大学名誉教授。中国近現代政治思想史専攻。

## 来歴
京都府生まれ。東京大学法学部卒業、立教大学法学部助教授、教授、1995年定年退任、名誉教授、専修大学法学部教授、2000年退職。安藤彦太郎、新島淳良らとともに文化大革命を礼賛した。1992年-1994年日本現代中国学会理事長。
2020年3月1日午前8時30分、心不全のため東京都練馬区の病院で死去。89歳没。

## 著書
- 『近代中国の政治と思想』筑摩書房、1964
- 『中国革命の思想』岩波書店、1971
- 『中国の歴史 9 人民中国の誕生』講談社、1974／講談社学術文庫、1976
- 『人類の知的遺産 76 毛沢東』講談社、1978.9
- 『近代日本の中国認識 アジアへの航跡』研文出版、1981.4 研文選書
- 『近代中国の思想世界 『新青年』の群像』岩波書店、1990.12
- 『蔣介石と毛沢東 世界戦争のなかの革命』岩波書店（現代アジアの肖像）1997
- 『近代中国の政治文化 民権・立憲・皇権』岩波書店、2007.10

### 共編著
- 『現代中国入門 何を読むべきか』新島淳良共編. 勁草書房、1965 中国新書
- 『中国革命の展開と動態』小林弘二共編 アジア経済研究所、1972 アジア経済調査研究双書
- 『文化と革命 毛沢東時代の中国』編著 三一書房、1977.6
- 『もっと知りたい中国』1-2 辻康吾、高橋満共編 弘文堂, 1991.3
- 『新編原典中国近代思想史』全7巻 近藤邦康、並木頼寿、坂元ひろ子、砂山幸雄、村田雄二郎共編 岩波書店, 2010-2011

## 参考
- 野村浩一先生略歴・主要業績目録 (野村浩一教授退職記念) 立教法学 1995